# U-Bahnhof Klosterstraße

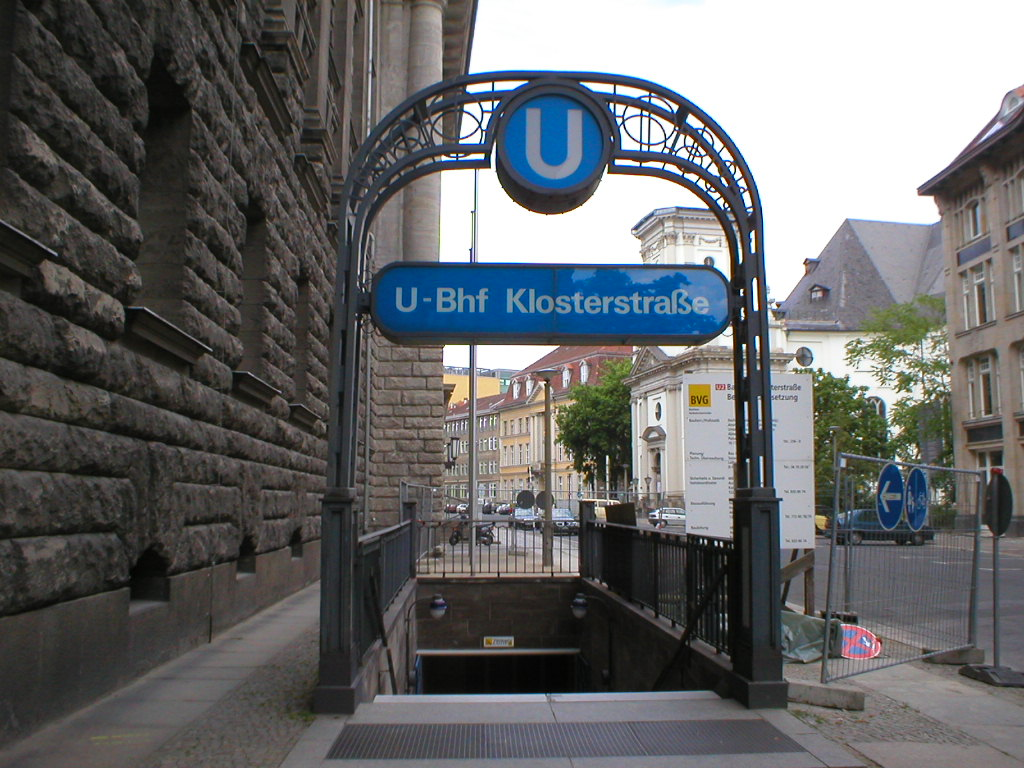
Eingang zum U-Bahnhof (im Hintergrund die Parochialkirche)

Der U-Bahnhof Klosterstraße ist eine Station der Linie U2 der Berliner U-Bahn. Er befindet sich unter der Klosterstraße im Berliner Ortsteil Mitte nahe dem Alexanderplatz und ging am 1. Juli 1913 in Betrieb. Der Bahnhof steht unter Denkmalschutz.

## Geschichte
Der U-Bahnhof Klosterstraße befindet sich etwa auf Höhe der Parochialstraße. Auffällig ist die relativ große Breite des Bahnsteigs sowie die versetzte Stützenreihe. Ebenfalls auffällig sind die zwei in den Boden eingelassenen Granitbänder, die sich in der Mitte längs des Bahnsteigs hinziehen. Im eigentlichen Sinne handelt es sich hierbei um zwei Bahnsteige, die zu einem großen zusammengefasst wurden. Die Granitbänder stellen die ehemals geplanten Bahnsteigkanten dar.

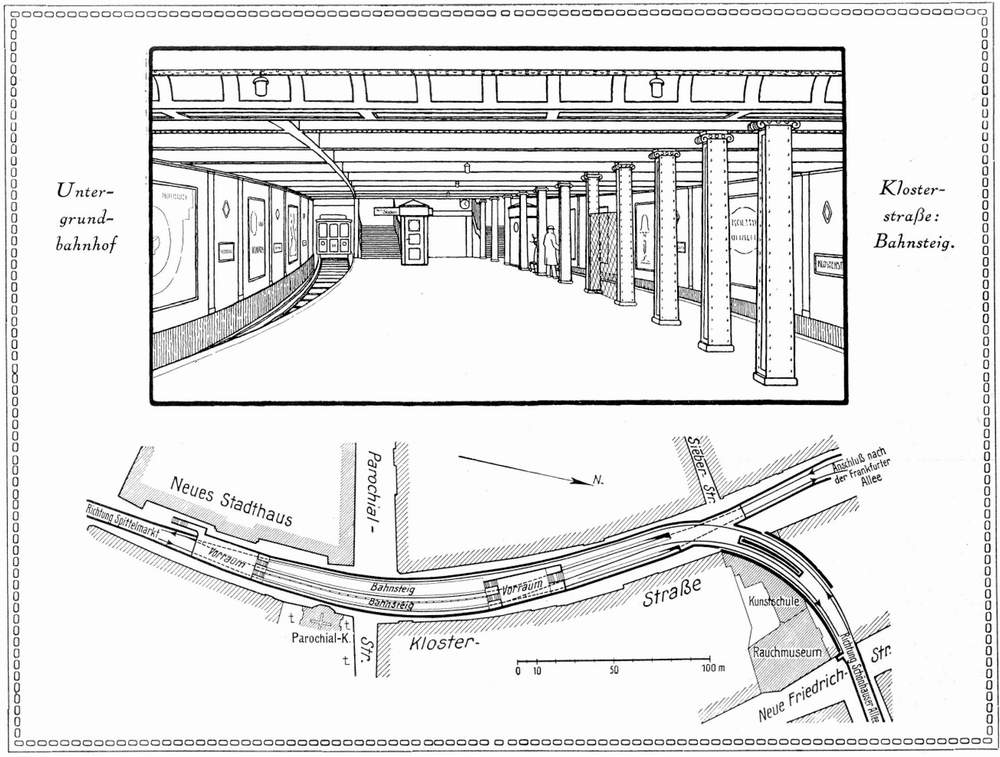
Zeichnung des Bahnhofs, unten Karte zur geplanten Linienverzweigung, 1913

Der Bahnhof wurde nach Plänen von Alfred Grenander errichtet und am 1. Juli 1913 im Zuge der Verlängerung der damaligen Centrums-Linie eröffnet. Geplant war, neben der noch im gleichen Jahr eröffneten Hochbahn in der Schönhauser Allee, eine Strecke zur Frankfurter Allee zu bauen. Diese sollte im Bahnhof Klosterstraße von der Stammstrecke abzweigen und diese anschließend am Bahnhof Alexanderplatz in einem Turmbahnhof kreuzen. Die Pläne wurden später zugunsten einer Großprofillinie (heutige Linie U5) aufgegeben.

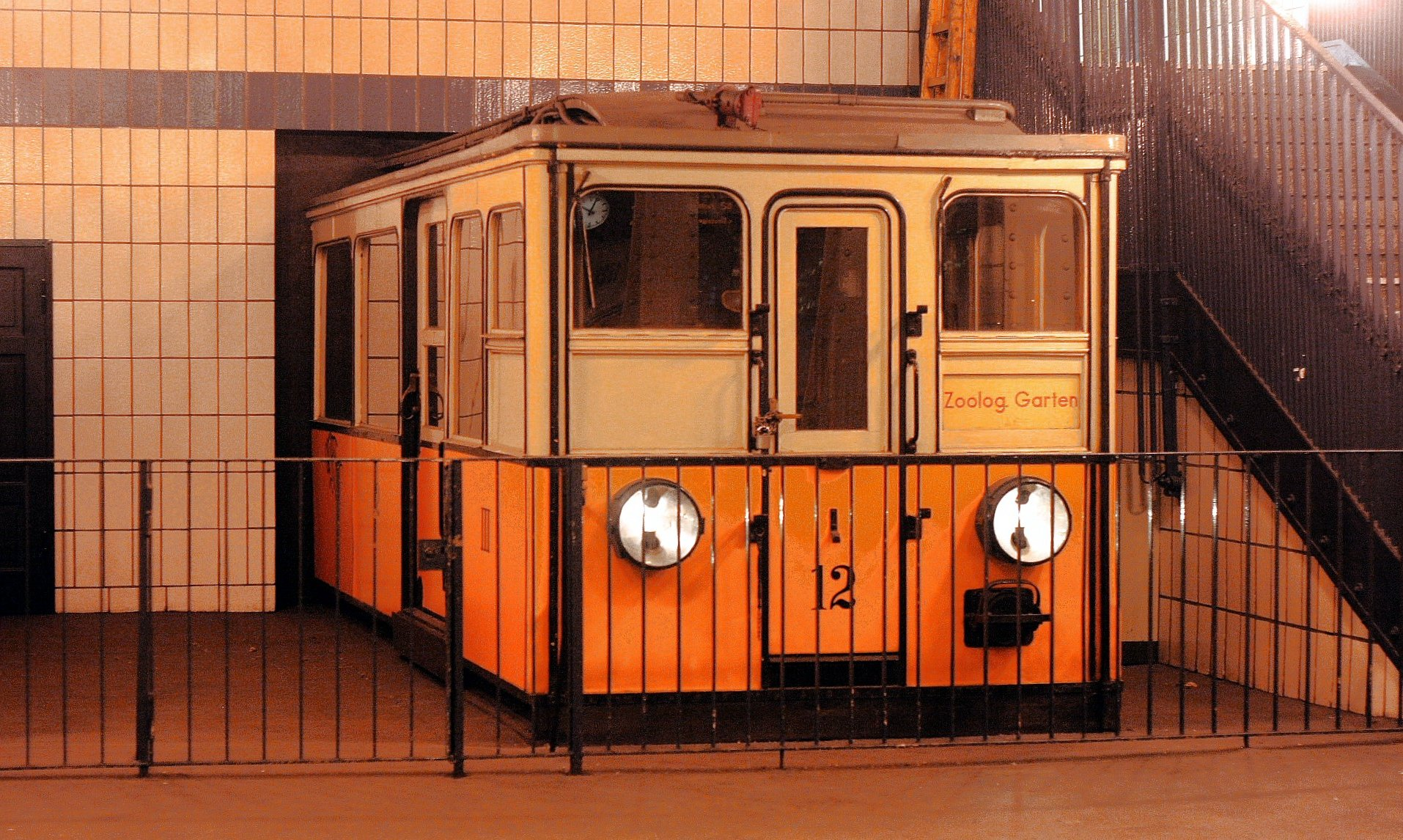
Triebwagen 12 am nördlichen Bahnsteigende

Vorgesehen war ein Bahnhof mit zwei Bahnsteigen und drei Bahnsteigkanten. Das mittlere Gleis sollte die Züge von der Frankfurter Allee kommend aufnehmen; diese sollten danach in die Stammstrecke eingefädelt werden. Der westliche Bahnsteig sollte die Züge von der Schönhauser Allee kommend aufnehmen. Der östliche Bahnsteig, auf dem sich die Stützenreihe befindet, sollte schließlich alle Züge, die vom Potsdamer Platz kommen, aufnehmen; die Linien hätten sich erst nach dem Bahnhof verzweigt. Im Falle einer Umsetzung der Pläne wäre der östliche Bahnsteig als kleinerer der beiden mit einer Breite von nicht einmal drei Metern ausgefallen.
Im Zugangsbereich ist der Bahnhof mit stilisierten Palmen aus orangefarbenen, blauen und weißen glasierten Fliesen geschmückt. Die Darstellungen entstanden mithilfe von Ziegeln in gleicher Weise wie für das Ischtartor im Pergamonmuseum, weil bei dessen Aufbau einige Fliesen mehr angefertigt worden waren. Die im Original erhaltenen Fliesen im Südzugang bestehen aus Majolika aus Cadinen/Ostpreußen.

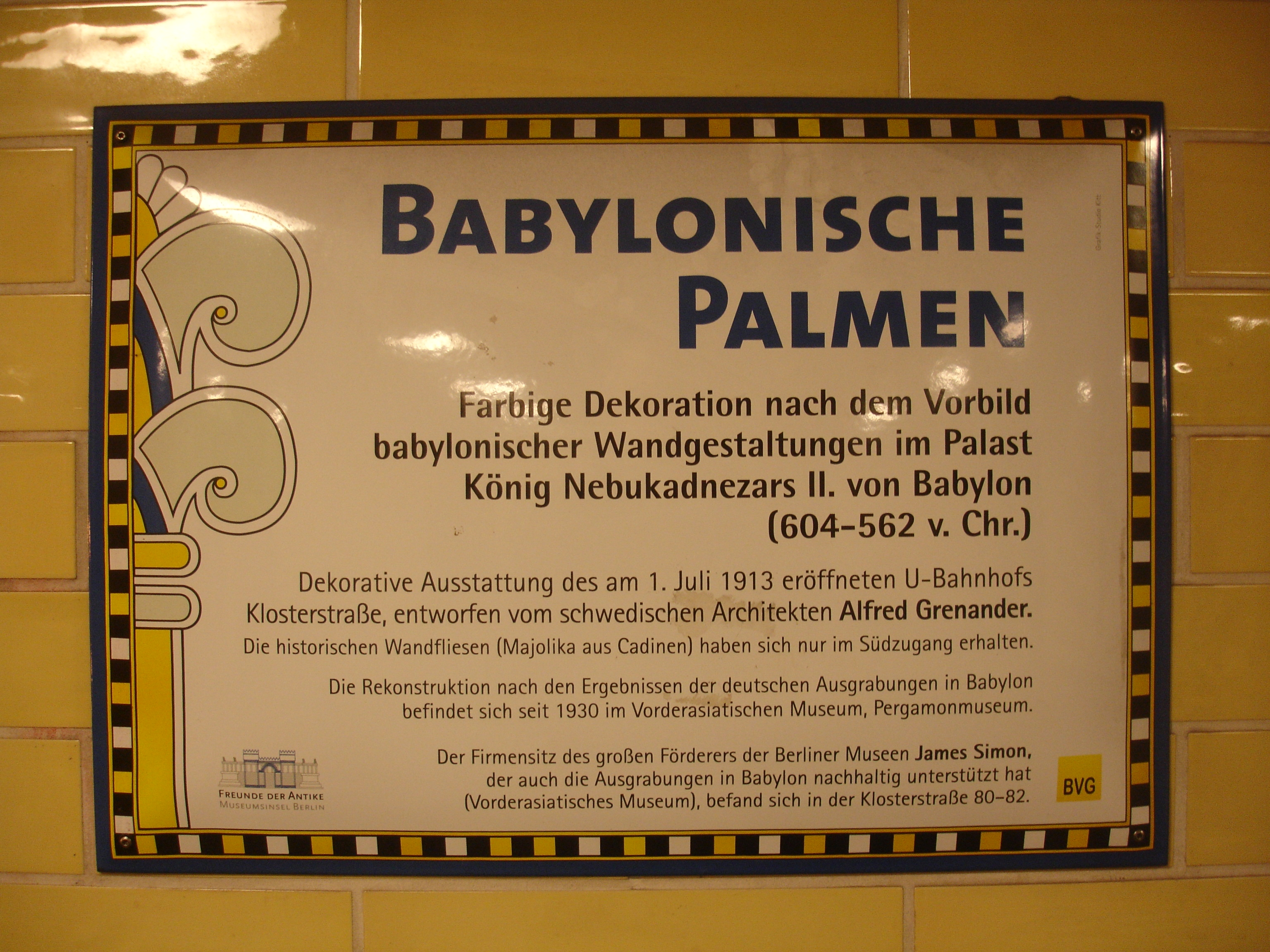
Infotafel im U-Bahnhof Klosterstraße (U2) in Berlin-Mitte

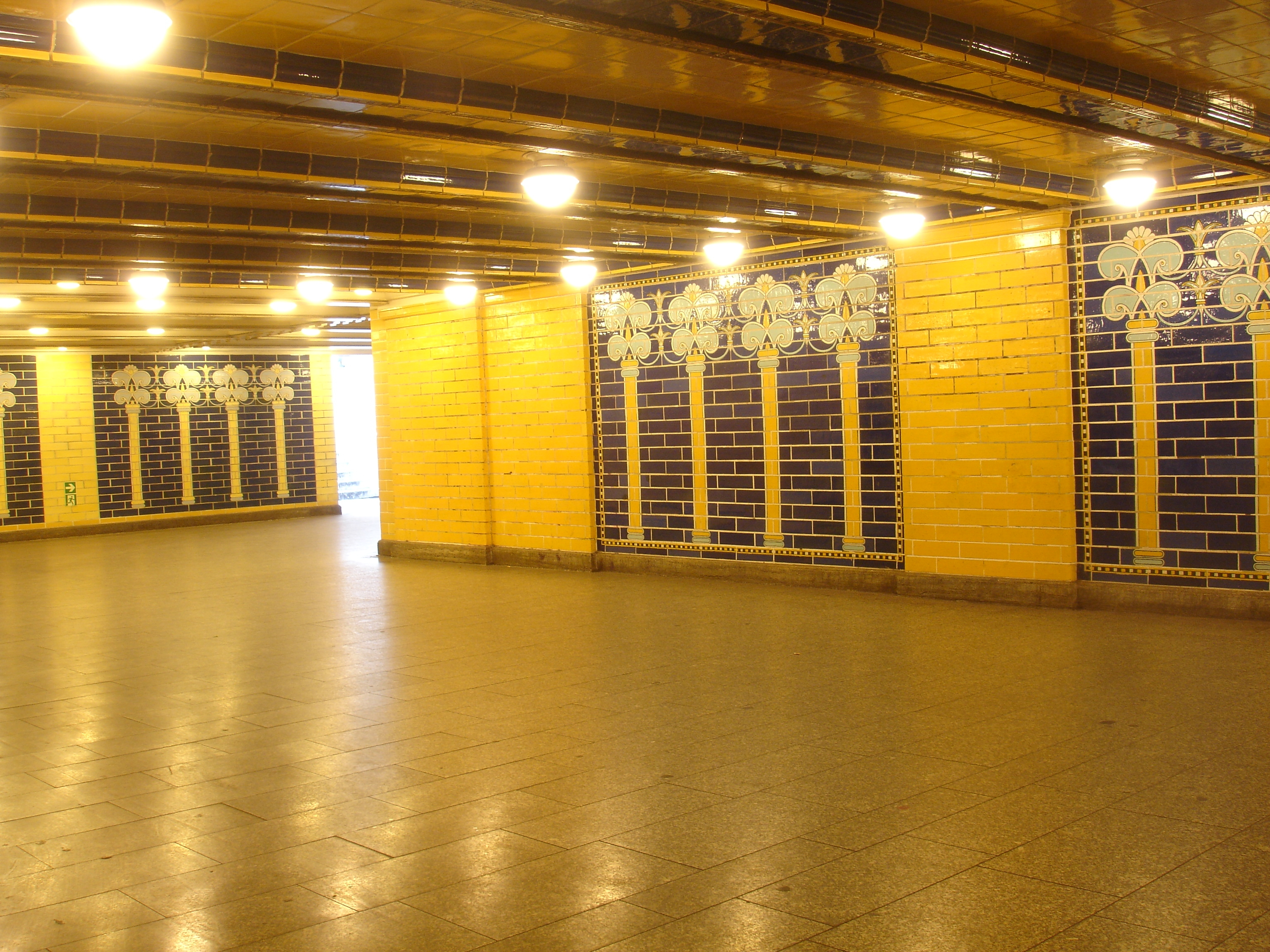
U-Bahnhof Klosterstraße, Südzugang Altes Stadthaus

Der Bahnhof wurde 1975 in die Berliner Bezirksdenkmalliste aufgenommen. Zwischen 1984 und 1986 führte das Wohnungsbaukombinat Karl-Marx-Stadt eine aufwendige Sanierung im Zuge der Vorbereitung zur 750-Jahr-Feier Berlins im Jahr 1987 durch. Dabei wurden wesentliche Schäden, die noch aus Kriegstagen stammten, beseitigt und der Bahnhof zu einem „erfahrbaren“ Museum umgestaltet. Die Werbetafeln, die zu DDR-Zeiten nicht benötigt wurden, boten seit 1986 Platz für insgesamt 22 Emailletafeln aus dem Schilderwerk Beutha, die die Entwicklung des Berliner Nahverkehrs anhand der jeweiligen Fahrzeuge darstellen. An der Neugestaltung des Bahnhofs arbeiteten Lothar Hahn, Manfred Zache, Erika Bläser, Gerhard Bläser, Rainer Flieger, Rudolf Grapentin, Thomas Schallnau und Klaus Segner mit. Als architekturbezogene Kunst wurde die Gestaltung auf der X. Kunstausstellung der DDR ausgestellt.
Zusätzlich wurde der vordere Teil des Triebwagens 12 der Schöneberger Untergrundbahn aus dem Jahr 1910 in seinen Ursprungszustand zurückversetzt und im November 1985 am nördlichen Ende des Bahnsteigs zwischen den beiden Treppen platziert. Der Wagen diente vorher zu Überführungsfahrten (Wagennummer 710 008, ehemals: 359) zwischen den beiden Ost-Berliner U-Bahn-Linien, wurde 1982 nach einem Unfall ausgemustert und soll an seiner jetzigen Position die Einfahrt eines Kleinprofilzugs von der Frankfurter Allee kommend symbolisieren. Mit der Sanierung und Einbau des Fahrstuhls im Jahr 2021 wurde der Wagenkasten zwischen die Treppen am südlichen Ende des Bahnsteigs versetzt.
Am südlichen Ende des Bahnsteigs wurde hinter Glas ein mechanisches Stellwerk der Erstausstattung der Hochbahn aufgebaut.

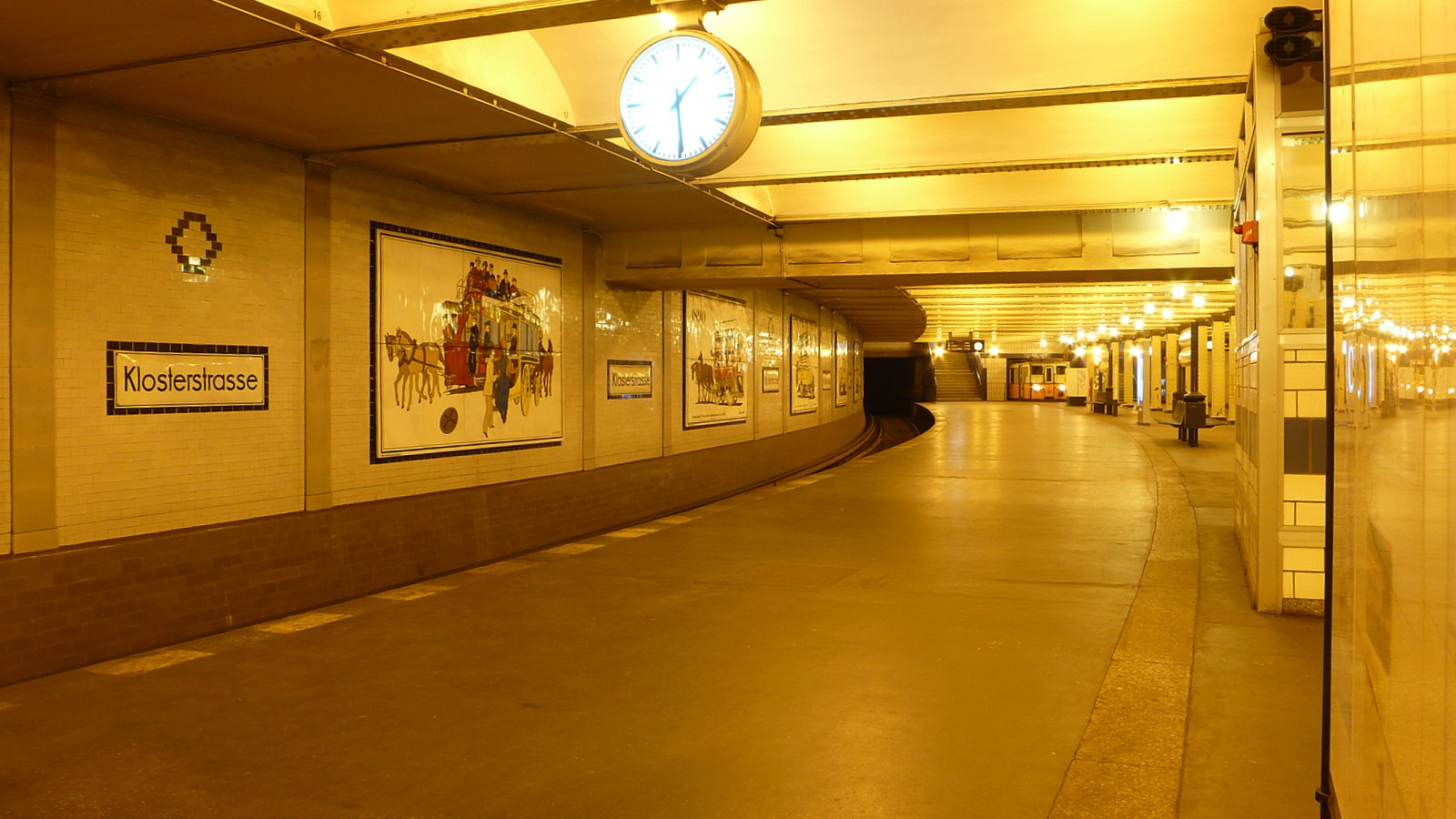
Bahnsteig des U-Bahnhofs Klosterstraße

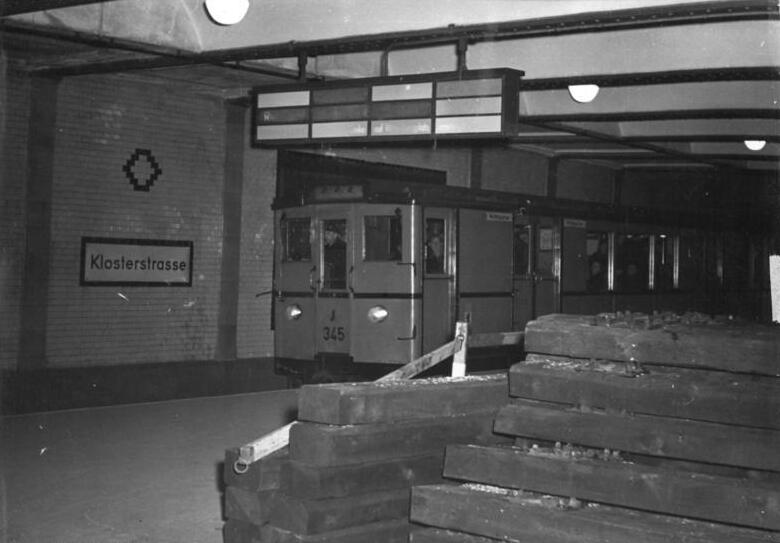
Klosterstraße, 1951

Nach der politischen Wende änderte sich relativ wenig am Bahnhof selbst. Erste merkliche Änderung waren unter anderem neue Zugziele in den Westen Berlins, da 1993 die ehemalige Linie A zur neuen Linie U2 zusammengeschlossen wurde.
Eine am 22. Juli 2016 vom Verband Bergbau, Geologie und Umwelt auf dem Bahnsteig aufgestellte Lore (Hunt) erinnert an die Bergbaugeschichte Ostdeutschlands.
Seit dem 18. Oktober 2021 ist der U-Bahnhof durch einen Aufzug stufenlos zugänglich. Bis 2023 soll der Einbau eines Blindenleitsystems für einen vollständig barrierefreien Zugang erfolgen. Das historische Stellwerk wird in diesem Zuge in die südliche Vorhalle versetzt. Die Gesamtkosten belaufen sich auf rund 1,5 Millionen Euro.
Aufgrund der Verwendung eines ungeeigneten Klebers während der Sanierung in den 1980er Jahren entstanden durch das Abfallen der Wandfliesen kahle Stellen an den Wänden. Bei einer zeitlich noch nicht festgelegten Sanierung, die sich wegen der Vorgaben des Denkmalschutzes verzögert, soll dieses Problem behoben und der Tunnel abgedichtet werden.

## Klostertunnel

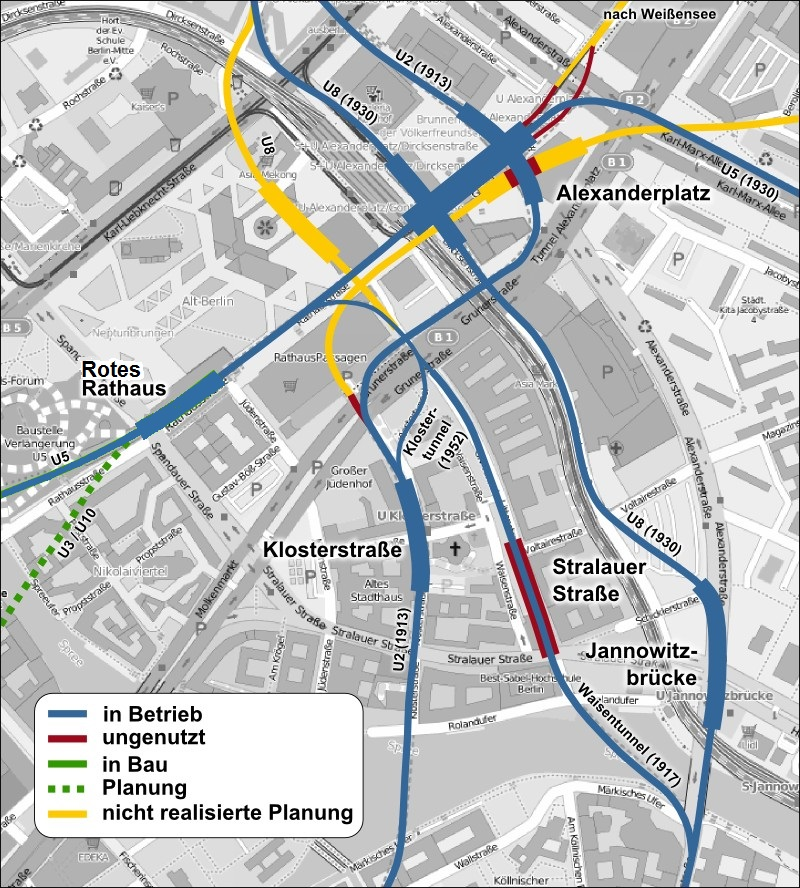
Lage des Klostertunnels nördlich des Bahnhofs Klosterstraße

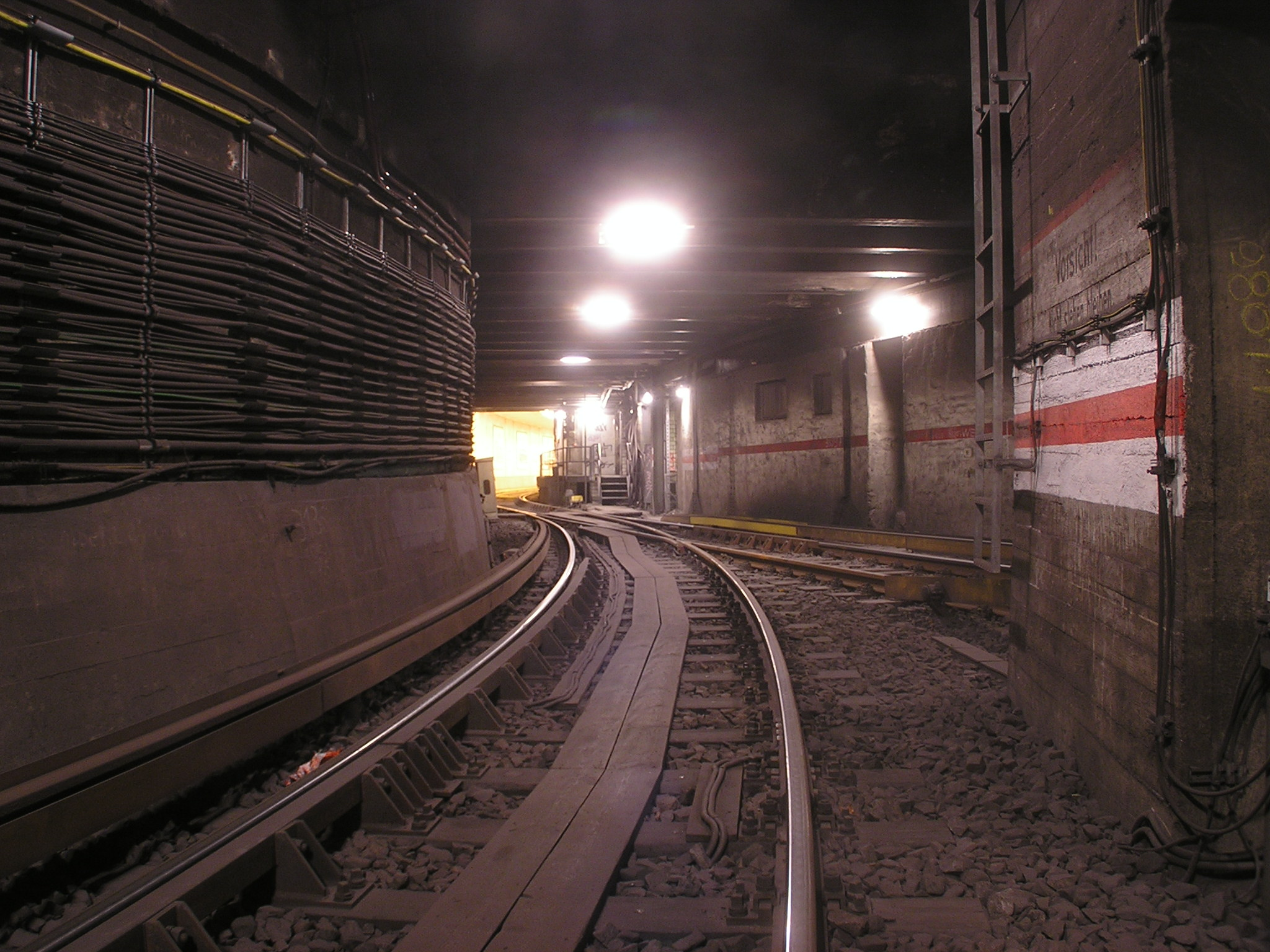
Sicht aus dem Klostertunnel in Richtung Bahnhof Klosterstraße

Unmittelbar nördlich des U-Bahnhofs zweigt ein Tunnel nach Osten ab. Es handelt sich hierbei um den Klostertunnel, einen der zwei Verbindungstunnel zwischen dem Groß- und Kleinprofilnetz der Berliner U-Bahn. Der Tunnel wurde benötigt, da nach der Spaltung der BVG im Jahr 1949 für die östliche Kleinprofillinie A (heute: Linie U2) keine Werkstatt mehr zur Verfügung stand – mit Ausnahme der Großprofilwerkstatt Friedrichsfelde. Um diese zu erreichen, baute die BVG-Ost zwischen 1951 und 1952 einen Stichtunnel vom Bahnhof Klosterstraße nach Nordosten. Dort trifft die Betriebsstrecke auf den Waisentunnel, den damals bereits bestehenden Verbindungstunnel zwischen den Großprofillinien U5 und U8.
Der Tunnel war rechtzeitig zum 50-jährigen Jubiläum der U-Bahn am 16. Februar 1952 fertig und war damit der erste Nachkriegsneubau der U-Bahn in Berlin. Der Tunnel weist im mittleren Teil einen stromschienenlosen Abschnitt auf, der nötig ist, da die Stromschienen der beiden Profile eine unterschiedliche Polarität besitzen sowie von verschiedenen Seiten bestrichen werden.
Neben den Überführungsfahrten von der Linie A zur Werkstatt Friedrichsfelde diente der Tunnel anfangs auch dazu, Kleinprofilzüge auf die Linie E (heute: U5) zu überführen, da die auf der Linie eingesetzten Großprofilwagen als Reparationsleistung an die Moskauer Metro abgegeben werden mussten.
Nachdem die Linie U2 im Rahmen der deutschen Wiedervereinigung Ende 1993 wieder durchgängig befahrbar war, verlor der Tunnel an Bedeutung, da die Kleinprofil-Fahrzeuge nun in der Betriebswerkstatt Grunewald gewartet werden konnten.
Im März 1980 gelang einer Ost-Berliner Familie über Kloster- und Waisentunnel die Flucht nach West-Berlin.

## Anbindung
| Linie | Verlauf |
| ----- | --- |
|       | Pankow – Vinetastraße – Schönhauser Allee – Eberswalder Straße – Senefelderplatz – Rosa-Luxemburg-Platz – Alexanderplatz – Klosterstraße – Märkisches Museum – Spittelmarkt – Hausvogteiplatz – Stadtmitte – Mohrenstraße – Potsdamer Platz – Mendelssohn-Bartholdy-Park – Gleisdreieck – Bülowstraße – Nollendorfplatz – Wittenbergplatz – Zoologischer Garten – Ernst-Reuter-Platz – Deutsche Oper – Bismarckstraße – Sophie-Charlotte-Platz – Kaiserdamm – Theodor-Heuss-Platz – Neu-Westend – Olympia-Stadion – Ruhleben |

Am U-Bahnhof bestehen keine direkten Umsteigemöglichkeiten zu anderen Linien des Berliner Nahverkehrs. Die nächsten Bushaltestellen befinden sich in der Grunerstraße und am Molkenmarkt.